# 清连高速公路
清连高速公路位于广东省清远市，是连接清远市及湖南省的一条高速公路，原为 107国道广东境内的一段（目前因升级为高速公路已与 114省道， 346省道等改组为清连二级公路），是国内的第一个大规模山区一级公路高速化改造工程、广东省高速公路规划“第六纵”的重要干线工程，也是广东最重要的出省通道之一。

## 项目概况

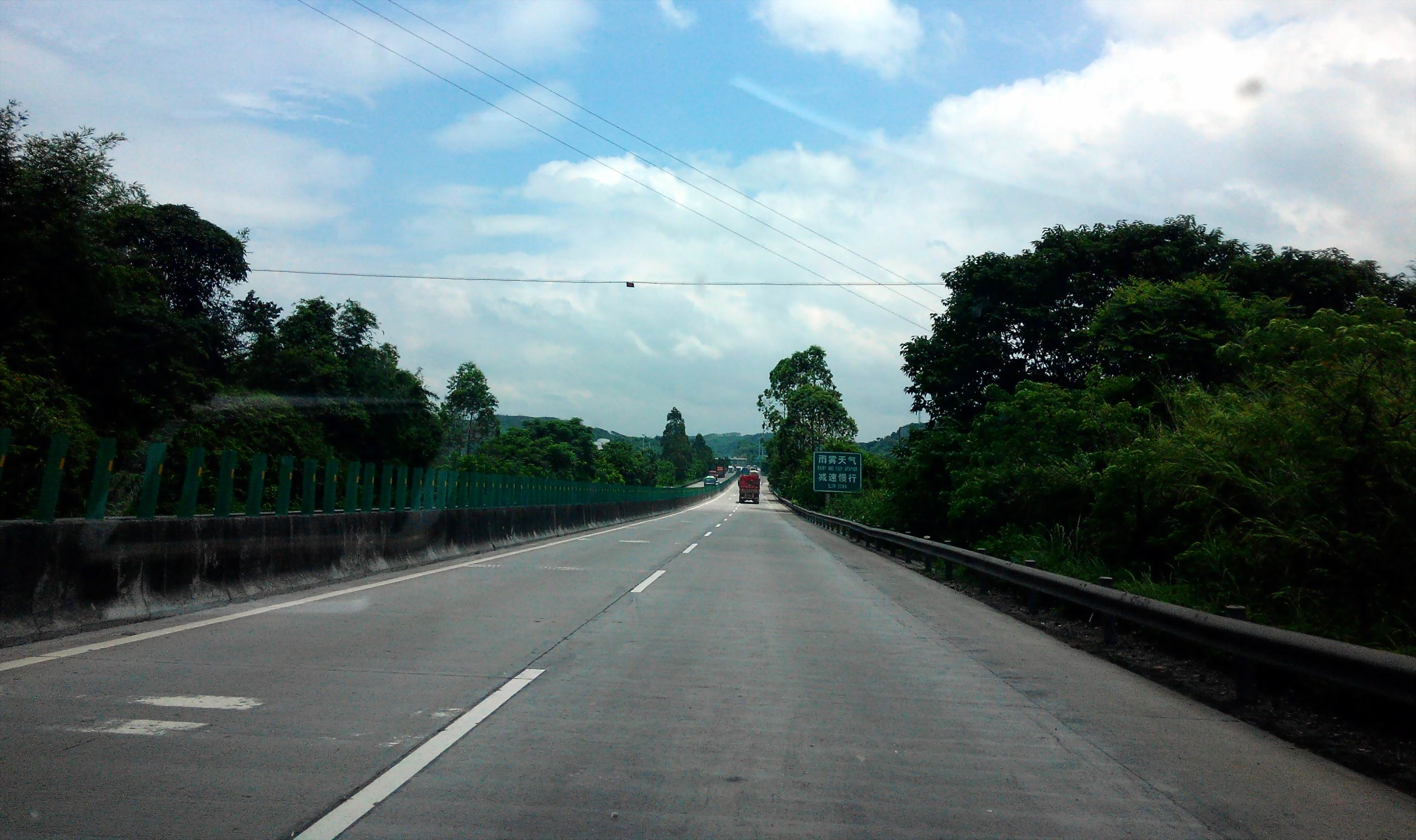
清连高速连州方向

### 线路概况
清连高速公路前身是由107国道清远段升级改造的清连一级公路，起于清远市郊迳口，通过北江三桥与广清高速公路相连，止于连州市湘界凤头岭，与湖南宜凤高速公路相连，全长215.25公里，全线采用双向四车道高速公路标准建设，时速80－100公里。其中，迳口－凤埠、连州－凤头岭段188.75公里，于2006年6月开工，2009年7月1日按高速公路标准通车运营，剩余的连州至凤埠段27.5公里于2009年3月开工，2011年1月25日通车。全线共设16个收费站，互通立交12处，服务区4处。计划建设停车区3处（清新，阳山，连州），但最终仍未投入建设。另修建辅道达160公里，超过了主线长度。
原107国道在清连高速通车后编为广东省 114省道（清新－连州）及 259省道（连州－凤头岭），称为清连二级公路。然依照最新的道路规划，这两条路段又划回到 107国道范围内。

### 线路特点
清连高速囊括了各种公路建设类型。该路冬季无霜冻，春秋无大雾。与同区域的京珠高速公路相比，该路通行费较低。清连高速对于完善广东高速公路网络，构筑广东交通“北上南下”互动格局，改善粤北地区交通环境，带动清远地区旅游业发展。

### 未来发展
清连高速将通过连通规划中的汕湛高速公路、佛清从高速公路，构成清远市的环城高速公路网。
随着清连高速的使用率增加，高速在节假日高峰期会出现拥堵情况，但由于清连高速由一级公路升级改造而成，大部分路段临水临崖，且部分路段周边为饮用水源一级保护区和生态保护红线核心区，不具备原路扩建成六车道条件，故清远当局在西部规划了佛江北延线二期（清新至湖南段）项目，以缓解清连高速的压力。

## 互通枢纽及服务设施

清连高速在广东高速路网中的位置

| 地区                                                                                         | 里程 | 类型                              | 名称         | 连接                                               | 说明         |
| -------------------------------------------------------------------------------------------- | ---- | --------------------------------- | ------------ | -------------------------------------------------- | ------------ |
| 清远市 清新区                                                                                |      | 枢纽                              | 清新         | 广清高速公路 汕湛高速公路清云段 汕湛高速公路惠清段 |              |
| 清远市 清新区                                                                                |      | 出入口                            | 迳口         | 清和大道                                           |              |
| 清远市 清新区                                                                                |      | 出入口                            | 龙颈         | 107国道                                            |              |
| 清远市 清新区                                                                                |      | 出入口                            | 禾云         | 107国道                                            |              |
| 清远市 清新区                                                                                |      | 停车场 · 加油设施 · 修车站 · 餐厅 | 清新服务区   | 清新服务区                                         |              |
| 清远市 清新区                                                                                |      | 出入口                            | 浸潭         | 107国道                                            |              |
| 清远市 清新区                                                                                |      | 枢纽                              | 禾联岗       | 龙怀高速公路                                       |              |
| 清远市 清新区                                                                                |      | 出入口                            | 石潭         | 107国道                                            |              |
| 清远市 阳山县                                                                                |      | 停车场 · 加油设施 · 修车站 · 餐厅 | 阳山南服务区 | 阳山南服务区                                       |              |
| 清远市 阳山县                                                                                |      | 出入口                            | 焦冲         | 107国道                                            |              |
| 清远市 阳山县                                                                                |      | 出入口                            | 杜步         | 358国道                                            |              |
| 清远市 阳山县                                                                                |      | 出入口                            | 阳山         | 260省道                                            |              |
| 清远市 阳山县                                                                                |      | 出入口                            | 黎埠         | 262省道                                            |              |
| 清远市 阳山县                                                                                |      | 停车场 · 加油设施 · 修车站 · 餐厅 | 阳山北服务区 | 阳山北服务区                                       |              |
| 清远市 连州市                                                                                |      | 出入口                            | 水足塘       | 261省道                                            |              |
| 清远市 连州市                                                                                |      | 出入口                            | 连南         | 523省道                                            |              |
| 清远市 连州市                                                                                |      | 枢纽                              | 沙子岗       | 连山联络线                                         |              |
| 清远市 连州市                                                                                |      | 出入口                            | 连州         | 连州大道                                           |              |
| 清远市 连州市                                                                                |      | 出入口                            | 保安         | 835县道                                            |              |
| 清远市 连州市                                                                                |      | 停车场 · 加油设施 · 修车站 · 餐厅 | 连州服务区   | 连州服务区                                         |              |
| 清远市 连州市                                                                                |      | 出入口                            | 星子         | 107国道                                            |              |
| 清远市 连州市                                                                                |      | 出入口                            | 大路边       | 107国道                                            |              |
| 清远市 连州市                                                                                |      | 枢纽                              | 连塘         | 广连高速公路                                       |              |
| 清远市 连州市                                                                                |      | 主线收费站                        | 凤头岭       | 宜凤高速公路                                       | 北行离粤入湘 |
| 1.000 英里 = 1.609 千米；1.000 千米 = 0.621 英里 并行路段 • 已关闭／取消 • 限制进入 • 未开放 |      |                                   |              |                                                    |              |